# William Nassau de Zuylestein (1717-1781)

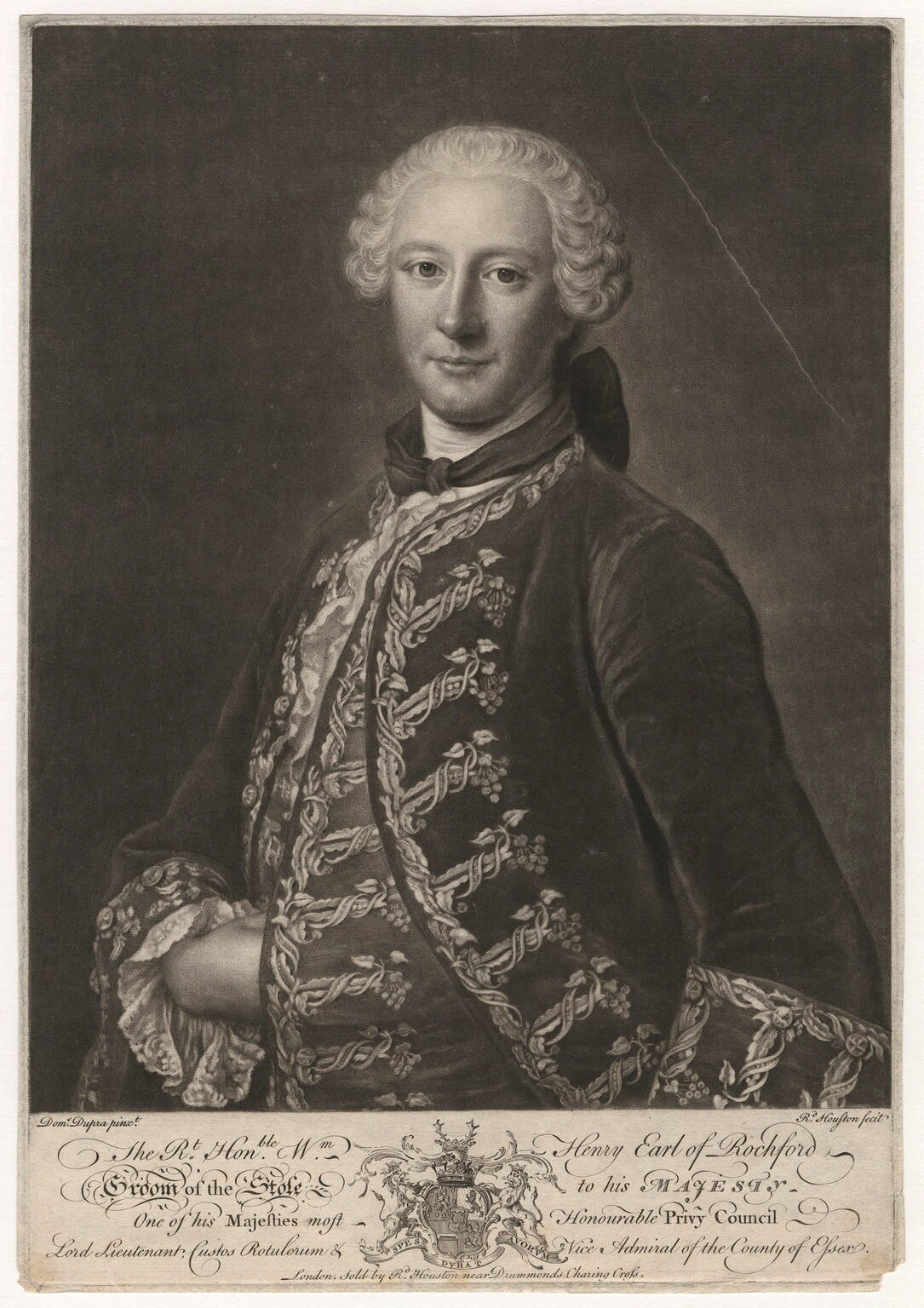
William Nassau de Zuylestein, 4e graaf van Rochford

William Henry Nassau de Zuylestein, 4e graaf van Rochford en heer van Zuylestein en Waayenstein 1738-1781 (St. Osyth, 17 september 1717 - St. Osyth, 28 september 1781), bijgezet in de Peter and Paul church in St. Osyth in Essex, was een Brits diplomaat en staatsman. Hij was een zoon van Frederick Nassau de Zuylestein en Elizabeth Savage en een nazaat van stadhouder Frederik Hendrik. In 1738 volgde hij zijn vader op als 4e graaf van Rochford en heer van Zuylestein.
Hij was achtereenvolgens gezant in:
- Turijn (Koninkrijk Sardinië) van 1749 tot 1753
- Madrid van 1763 tot 1766
- Parijs van 1766 tot 1768

Van 1768 tot 1775 was hij minister van het Noordelijke en Zuidelijke Departement (Secretary of State of the Northern and Southern Department).

## Huwelijk
Nassau de Zuylestein huwde in mei 1740 met Lucy Young (ca 1722 – Londen 9 januari 1773) bijgezet in de Peter and Paul church in St. Osyth in Essex. Zij was de dochter van Edward Young of Durnford in Wiltshire. Uit zijn huwelijk zijn geen kinderen geboren.
Hij had in de loop der jaren verschillende maîtresses; bij twee van hen kreeg hij drie kinderen.
Als graaf van Rochford en heer van Zuylestein werd hij opgevolgd door zijn neef William-Henry Nassau-Rochford, 5e en laatste graaf van Rochford.

Wapen van Nassau-Zuylestein
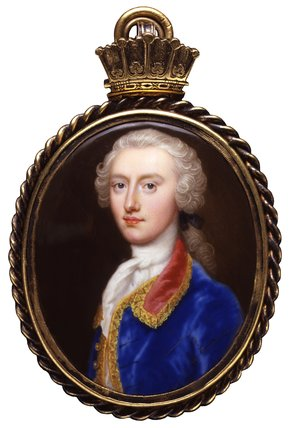
William Nassau (1758)